# George Pettie
George Pettie (Tetsworth, 1548 – Plymouth, 1589) è stato uno scrittore inglese, il suo stile influenzò Robert Greene e aprì la strada all'eufuismo di John Lyly.

## Biografia
George Pettie era il figlio minore di John Pettie di Tetsworth e di Mary, figlia di William Charnell di Snareston.
Dopo aver frequentato l'Università di Oxford Pettie viaggiò all'estero, e divenne unn esperto militare. Una volta rientrato in patria si dedicò alla letteratura, traducendo La civil conversazione di Stefano Guazzo.
Il successo di The Palace of Pleasure (1567) di William Painter, traduzione di novelle italiane e francesi, spinse Pettie a scrivere un libro in qualche modo ispirato a quello, intitolato A Petite Pallace of Pettie his Pleasure (1576), contenente dodici racconti dedicati alle gentildonne. Nella sua prefazione, chiariva che non aveva copiato l'opera del Painter, e che i suoi racconti erano originali, e descrivevano alcuni rapporti sentimentali dell'antichità, come ad esempio quello di Agrippina maggiore e Germanico Giulio Cesare, di Virginia e Icilio, inseriti però in un ambiente contemporaneo.
Per alcune caratteristiche, come ad esempio l'allitterazione e le antitesi, il lavoro di Pettie influenzò quello di Lyly.
Il libro di Pettie ottenne un buon successo, difatti furono stampate altre due edizioni dopo la prima nell'arco di pochi anni.

## Opere
- A Petite Pallace of Pettie his Pleasure (1576);
- Traduzione in francese de La civil conversazione di Stefano Guazzo.